# Sabotaż (film 2014)
Sabotaż (ang. Sabotage) – amerykański film sensacyjny z 2014 roku w reżyserii Davida Ayera. W roli głównej wystąpił Arnold Schwarzenegger.
Światowa premiera odbyła się 19 marca 2014 roku w Los Angeles.

## Fabuła
Po udanej akcji likwidacji kartelu narkotykowego, ekipa DEA postanawia się obłowić, kradnąc z tony znalezionych pieniędzy 10 milionów dolarów. Okazuje się jednak, że one znikają ze schowka w niewyjaśniony sposób. Kto jest winny? Członkowie jednostki antynarkotykowej zaczynają stopniowo ginąć, zamordowani w brutalny sposób. Ich dowódca, „Breacher” (Arnold Schwarzenegger), łączy siły z prowadzącą śledztwo funkcjonariuszką FBI Caroliną Brentwood (Olivia Williams).

## Obsada
- Arnold Schwarzenegger jako John „Breacher” Wharton
- Joe Manganiello jako Joe „Grinder” Phillips
- Olivia Williams jako Caroline Brentwood
- Sam Worthington jako James „Monster” Murray
- Terrence Howard jako Julius „Sugar” Edmonds
- Josh Holloway jako Eddie „Neck” Jordan
- Mireille Enos jako Lizzy Murray